# Ranxeria Guidiville de Califòrnia
La ranxeria Guidiville de Califòrnia són una tribu d'amerindis pomo situada al comtat de Mendocino (Califòrnia).

## Història
Durant la febre de l'or de Califòrnia l'afluència de colons no indígenes va portar als pomo Guidiville de les seves terres ancestrals prop del Comtat de Lake (Califòrnia) al comtat de Mendocino. El govern dels Estats Units va enviar comissionats per negociar tractats amb la tribu en 1851. Tot i que la banda Guidiville, junt amb altres bandes pomo, va cedir les seves terres ancestrals, el Congrés dels Estats Units no ha ratificat els tractats i la banda Guidiville va rebre les seves terres promeses en virtut dels tractats. Aquests tractats van ser tancats a Washington DC i no es van tornar a descobrir fins al segle xx. Mentrestant la banda Guidiville es va quedar sense terra.
Entre els anys 1909 i 1915 el govern federal va comprar petites parcel·les de terra per als indígenes sense llar de Califòrnia, anomenades ranxeries. La Ranxeria Guidiville no tenia l'aigua ni infraestructura per a la subsistència. Les malalties i condicions adverses van provocar la mort dels membres de la banda. Aquells que podien viatjaven a la zona de la badia per a treballar. Altres membres de la tribu recollien llúpol o fruites com a treballadors migrants.
Durant la política de terminació índia, el govern federal cancel·là unilateralment l'estatut federal de la Ranxeria Guidiville en 1958. Les seves terres en fideïcomís van ser venudes a propietaris privats. El 1987 la tribu va demandar amb èxit al govern dels EUA per la terminació injustificada. El 1991 es va resoldre la demanda federal combinada banda Scotts Valley-Guidiville federal aplanant el camí per a la reorganització de la tribu.

## La tribu avui
La tribu va rebre reconeixement federal el 1992. Han obtingut una parcel·la de terra de 44 acres (180.000 m²) situada a tres kilòmetres a l'est d'Ukiah (Califòrnia).
Avui la tribu té la seu a Talmage (Califòrnia). La tribu és governada per un consell electe, dirigit per un cap. El càrrec és ocupat actualment per Merlene Sanchez.